# Amédée Renault
Pour les articles homonymes, voir Renault (homonymie).
Amédée Renault, né le 4 mars 1920 à Écueillé (Indre) et mort le 21 avril 2008 à Nice (Alpes-Maritimes), est un homme politique français.

## Biographie
Devenu docteur vétérinaire, Amédée Renault est élu maire de Pellevoisin en 1953 et sera réélu sans discontinuer jusqu'à sa démission en 1988. Adhérent du Parti socialiste, il est élu conseiller général du canton d'Écueillé en 1973 face au radical Léon Bodin. Son siège ne lui sera ravi qu'en 1985 lors de la victoire de la droite dans l'Indre aux élections cantonales.
En 1981, il est investi par le Parti socialiste pour les élections législatives dans la troisième circonscription de l'Indre (Le Blanc, Buzançais, Valençay, Levroux). La victoire de François Mitterrand en mai et la dynamique de l'alternance politique donnent une majorité socialiste : dans l'Indre, le PS rafle la mise ! Michel Sapin, André Laignel et Amédée Renault entrent donc au Palais-Bourbon sous la bannière socialiste.
En 1986, la nette victoire de la droite octroie deux sièges à la liste RPR de Michel Aurillac (le scrutin étant Scrutin proportionnel plurinominal) tandis que la liste socialiste d'André Laignel ne rassemble pas assez de suffrages pour obtenir plus d'un siège. Devenu conseiller régional du Centre en 1981 (la région était, à l'époque, une collectivité avec peu de compétences, son conseil était constitué des parlementaires de la région et de membres nommés par les conseils généraux et les grandes villes), il est confirmé une seule fois dans cette fonction en 1986 lors de la première élection régionale au suffrage universel.
Il meurt en 2008 à Nice.

## Détail des fonctions et des mandats
Mandat parlementaire
- 2 juillet 1981 - 1er avril 1986 : Député de la 3e circonscription de l'Indre

Mandat local
- 2 juillet 1981 - 22 mars 1992 : Conseiller régional du Centre
- 30 septembre 1973 - 19 mars 1985 : Conseiller général de l'Indre
- 30 avril 1953 - 1988 : Maire de Pellevoisin